# 13C-уреазный дыхательный тест
13C-уреа́зный дыха́тельный тест – неинвазивный метод диагностики инфекции Helicobacter pylori, основанный на способности бактерии H.pylori гидролизовать мочевину до аммиака и углекислого газа.

## Принцип метода и проведение теста
Бактерия Helicobacter pylori продуцирует фермент уреазу. В желудке, в присутствии воды, данный фермент обладает способностью гидролизовать мочевину до углекислого газа и аммиака. Образовавшийся в ходе гидролиза мочевины уреазой, продуцируемой Helicobacter pylori, изотопно-меченый углекислый газ поступает в кровоток, затем попадает в лёгкие, и далее − в состав выдыхаемого воздуха.
Пациент выпивает раствор нагрузки − мочевины, помеченной углеродным изотопом 13С. Для улучшения достоверности результатов теста  исследователи рекомендуют применять раствор лимонной кислоты или сок из цитрусовых. Однако точной методики не существует, поскольку мнения врачей на этот счёт разнятся: некоторые исследователи считают, что раствор мочевины необходимо готовить, добавляя её непосредственно в раствор лимонной кислоты или в сок, а некоторые рекомендуют выпивать стакан раствора лимонной кислоты или сока перед исследованием, а раствор мочевины готовить в дистиллированной воде. Необходимо с осторожностью использовать сок при тестировании лиц, страдающих сахарным диабетом   .
Для исследования достаточно двух проб выдыхаемого воздуха, отобранных до и после (спустя 30 минут) принятия раствора мочевины. Дыхательные пробы отбираются в специальные пакеты, которые затем транспортируются к измерительному оборудованию в аналитические центры .

## Измерительное оборудование
Для выявления соотношения в отобранных образцах {\displaystyle {\ce {^{13}_{}CO2/_{}^{12}CO2}}}используется следующее оборудование:
- масс-спектрометры;

- ИК-спектрометры;

- лазерные спектрометры.

Масс-спектрометры имеют высокую стоимость. Для их использования необходим газовый хроматограф, а также поставка гелия в качестве газа-носителя.
ИК-спектрометры способны последовательно обработать только несколько проб выдыхаемого воздуха. Для работы с ними необходимо, чтобы пакеты с образцами проб были подсоединены непосредственно к спектрометру для измерения, что значительно ограничивает возможность хранения и транспортировки проб выдыхаемого воздуха в измерительную лабораторию.
Цена лазерных спектрометров немного ниже, чем масс, но выше, чем инфракрасных спектрометров; исследователи считают их привлекательными для лабораторий, но не для врачебных практик .

## Расшифровка результата
При проведении уреазного дыхательного теста-13C измеряют показатель {\displaystyle \delta } — относительную разницу между отношением 13С/12С, определяемым в исследуемой пробе выдыхаемого воздуха, {\displaystyle R_{x}=(^{13}C/^{12}C)_{x}} и стандартным изотопным отношением {\displaystyle R_{std}=(^{13}C/^{12}C)_{std}}, измеряемая в частях на тысячу.
{\displaystyle \delta =(R_{x}/R_{\scriptstyle {\text{std}}}-1)\times 1000}, где {\displaystyle R_{\scriptstyle {\text{std}}}=0,011237} для углерода.
Как правило, тест считается положительным при {\displaystyle \delta } ≥ 4,0‰; отрицательным — при {\displaystyle \delta } ≤ 3,0‰; промежуточным (пороговым)— при {\displaystyle \delta } от 3,0‰ до 4,0‰ . Однако единые и общепринятые предельные значения {\displaystyle \delta } недопустимы, потому что они зависят от различных факторов, например, от типа используемой нагрузки, её дозировки, а также от физиологических особенностей пациента. Значение {\displaystyle \delta }, как положительный, отрицательный или пороговый результат определяется врачом .
Среди значений {\displaystyle \delta } существует так называемая «серая зона». Результаты, которые входят в неё, являются недостаточными для составления заключения о непосредственном изменении 13CO2 в выдыхаемом воздухе. В исследованиях указываются различные интервалы «серой зоны», в частности, от 2,0 до 5,0‰ или от 2,5 до 3,5‰. В случае, когда результат находится в пределах пограничных значений, он должен быть подтверждён другими диагностическими методами .
Пациент получает результат исследования через 4-7 дней после его проведения.

## Факторы, влияющие на результат
Четких критериев подготовки к тесту не существует, поскольку они зависят от типа используемой нагрузки. Однако существуют факторы, способные повлиять на результат исследования.
В раннем возрасте из-за малого объёма выдыхаемого воздуха точность метода существенно снижается, поэтому его использование не рекомендуется для детей до 5 лет .
Тест может показать ложноположительный результат под воздействием следующих факторов:
- кровотечение в желудке, которое может возникнуть из-за процедуры ЭГДС (в зоне взятия биоптата слизистой желудка), выполненной непосредственно перед тестом 13C;

- наличие продуцирующих уреазу бактерий в полости рта и ротоглотке;

- состояние после резекции желудка;

- проведение повторного 13C-уреазного дыхательного теста, в день, когда проводился первичный тест. Это может привести к изменению соотношения 13С/12С в сторону меченого «тяжёлого» изотопа 13С в связи с наличием остаточного содержания 13С после первичного теста.

Ложноотрицательный результат может стать следствием влияния следующих факторов:
- нарушенная методика проведения теста: взятие дыхательной пробы раньше, чем спустя 30 минут после приёма нагрузки (13C-мочевины) или позднее 45 минут. Пик у выделения изотопа в выдыхаемом воздухе наступает спустя 30 минут после приёма нагрузки и длится в течение 5-15 минут с дальнейшим снижением изотопа в пробе;

- физико-химические процессы ротовой полости, которые могут изменить соотношение 13С/12С в сторону немеченого «лёгкого» изотопа 12С;

- приём препаратов висмута и сукральфата или антибиотиков в течение 30 дней перед проведением теста, ингибиторов протонной помпы за 14 дней до проведения теста;

- физическая нагрузка накануне и в процессе выполнения теста может привести к сдвигу соотношения 13С/12С в выдыхаемом воздухе в сторону увеличения содержания изотопа 12С [3] [7].

Дыхательное исследование на Helicobacter pylori в системе с открытым доступом имеет высокий уровень потенциально ложноотрицательных результатов в связи с нарушением процедуры проведения теста. Поскольку отрицательный результат 13С-УДТ может быть ложноотрицательным в более чем 23% случаев, ему серьёзно недостаёт предсказательной ценности отрицательного результата. Отрицательный результат 13С-УДТ следует считать ложноотрицательным, если не удаётся исключить возможные нарушения процедуры проведения теста .

## В России
Для приготовления раствора нагрузки в США и Европе используется 75 мг мочевины для взрослых и 50 мг для детей  .
На территории России проведение теста имеет свои особенности. В России были зарегистрированы три вида тест-наборов для 13С-дыхательного уреазного теста, в двух из них масса используемой мочевины для взрослых пациентов не превышает 50 мг, в третьей используется 75 мг мочевины  . В исследовании эффективности применения различных доз 13С-мочевины в уреазном дыхательном тесте на Helicobacter pylori, проведённом одним из отечественных производителей тест-наборов с массой порошкообразной нагрузки 50 мг, показано отсутствие разницы в чувствительности и специфичности тестов с дозами 13С мочевины 75 и 50 мг . Однако обращает внимание выборка в 23 пациента и отсутствие независимых исследований на эту тему.
В свою очередь данные зарубежного автора Wong et al. указывают, что доза 13С мочевины 50 мг в таблетированной форме обладает достаточной точностью для определения Helicobacter pylori (за счет исключения потери вещества в ротовой полости), а про эффективность использования порошкообразной формы препарата мочевины массой 50 мг в исследовании  не упоминается, поэтому утверждение о применимости порошкообразной дозировки в 50 мг для взрослых пациентов не имеет подтверждений в мировой практике. Напротив, диагностическая эффективность дозировки мочевины массой 75 мг для взрослых пациентов многократно подтверждена исследованиями по всему миру  .